# Josen Escobar
Pour les articles homonymes, voir Escobar.
Josen Escobar, né le 12 décembre 2004 à Santa Marta en Colombie, est un footballeur colombien qui évolue au poste de milieu défensif à Al-Ettifaq FC, en prêt de l'América de Cali.

## Biographie

### En club
Né à Santa Marta en Colombie, Josen Escobar est formé par l'América de Cali, qu'il rejoint à l'âge de 14 ans en provenance de Fortaleza CEIF.
Il joue son premier match en professionnel avec ce club le 30 août 2023, lors d'une rencontre de championnat face à l'Unión Magdalena. Il entre en jeu et les deux équipes se neutralisent (0-0 score final).
Le 7 mars 2024, Escobar joue son premier match de Copa Sudamericana face à l'Alianza FC. Entré en jeu ce jour-là, il voit son équipe s'incliner par deux buts à un.

### En sélection
Josen Escobar représente l'équipe de Colombie olympique avec laquelle il participe au Tournoi pré-olympique de la CONMEBOL 2024 en 2024.